# Long Rock (Südliche Shetlandinseln)
Der Long Rock (von englisch long ‚lang, weit‘) ist eine kleine, längliche Felseninsel im Archipel der Südlichen Shetlandinseln. Sie liegt in der Morton Strait, 3 km nördlich des östlichen Endes von Snow Island.
Den deskriptiven Namen erhielt die Insel von Teilnehmern der Discovery Investigations, welche die verschachtelte Passage zwischen Snow Island und der Livingston-Insel von 1930 bis 1931 kartierten.